# Третяк, Глеб Александрович
Глеб Александрович Третяк (бел. Глеб Аляксандравіч Трацяк; род. 1 февраля 2003, Тельмы-1, Брестская область) — белорусский футболист, вратарь.

## Карьера
Воспитанник брестской СДЮШОР-5, откуда затем в 2019 году присоединился к брестскому «Динамо». В сезоне 2020 года футболист стал подтягиваться к матчам с основной командой. В августе 2020 года футболист в составе основной команды отправился на квалификационные матчи Лиги чемпионов УЕФА, однако на полле футболист так и не вышел. В январе 2021 года футболист перешёл в брестский «Рух», где стал выступать за дублирующий состав. В июне 2022 года футболист вернулся в брестское «Динамо», с которым подписал двухлетнее соглашение. Провёл сезон за клуб в роли резервного вратаря. В следующем сезоне футболист продолжил выступать за дублирующий состав клуба, также продолжая тренироваться с основной командой. Дебютный матч за клуб сыграл 6 ноября 2023 года против минского «Динамо». По итогу сезона футболист вместе с клубом завершил чемпионат на итоговом десятом месте. В декабре 2023 года футболист продлил свой контракт до 2025 года. В следующем сезоне футболист ни разу не был заявлен клубом на матч, после чего в июле 2024 года официально получил статус свободного агента.